# Gustav Bruemmer
Gustav Bruemmer (o Brümmer; 23 de abril de 1905 - 4 de julio de 1970) fue un relojero alemán, director de la escuela de relojería de Hamburgo.

## Semblanza
Bruemmer nació en 1905 en Kiel. Dejó la escuela en 1920, tras obtener el título de grado. Aprendió el oficio de relojero en Glashütte y se presentó al examen del oficio en 1924. Sus trabajos se exhiben actualmente en el Museo de la Escuela de Relojería de Glashütte. De 1927 a 1929, asistió a la Escuela Alemana de Relojería Bruemmer de Glashütte. Estudió en el Instituto de Formación Profesional de Profesores y en la Escuela Superior de Berlín. De 1931 a 1933, se formó como profesor de comercio. En su tesis, escribió sobre "Formación profesional en relojería". En 1933, realizó un año de prácticas en la escuela de oficios de Lokstedt-Niendorf. En 1934, asumió diversas funciones docentes en Hamburgo y se casó con Gertrude ese mismo año. Desde el 1 de abril de 1936, fue profesor a tiempo completo en la escuela de formación profesional de Lokstedt-Niendorf. Su salario mensual era entonces de 236,37 marcos alemanes. En 1940, comenzó como profesor en la Escuela de Relojería estatal de Hamburgo-Altona. En 1944, se convirtió en profesor superior de comercio en la misma escuela. Desde entonces, escribió numerosos artículos técnicos para la revista "Die Uhr" (El Reloj) (órgano de la Asociación Central de Relojeros).
En 1952, publicó el libro, aún en uso, "Matemáticas Aplicadas para Relojeros", como tercera edición de la serie de libros de texto "La Escuela de Relojería" de la editorial Hermann Brinkmann, en colaboración con la Escuela Estatal de Relojería de Altona y la "Asociación Central de Relojeros". En 1958, fue director técnico de la escuela estatal de relojeros de Hamburgo-Altona, hasta su jubilación en 1968. Bruemmer falleció de insuficiencia renal muchos años después.

## Escritos (selección)
- "Fachrechnen für Uhrmacher" (Matemáticas Aplicadas para Relojeros). William Knapp Verlag. 15 ediciones. ISBN 978-3874200127.
- "Ein Blick in Räderwerk" (Una mirada al tren de engranajes).  Die Uhr (El Reloj), 1949, n.º 6, pág. 3
- "Von Halbschwingungen, Schwingungen und Doppelschwingungen" (La mitad de las vibraciones, oscilaciones y vibraciones se duplican). Die Uhr (El Reloj), 1949, n.º 8, pág. 7
- "Der Modul – eine nützliche Rechengröße" (El módulo: un tamaño computacional útil). Die Uhr (El Reloj), 1949, n.º 12, pág. 8
- "Das Gegengesperr, ein Hilfsantrieb für Uhren" (El trinquete de contramarcha, un mecanismo auxiliar para relojes). Die Uhr (El Reloj), 1950, n.º 12, pág. 21
- "Von Entwicklung und Aufbau der freien Ankerhemmung" (Sobre el desarrollo y la construcción del escape libre). Die Uhr (El Reloj), 1951, n.º 2, 4, 6, 8
- "Von Aufbau und Einstellung der Grahamhemmung" (Sobre la estructura y el ajuste del escape Graham). Die Uhr (El Reloj), 1951, n.º 18, 20 y 22.
- "Ferdinand Adolph Lange – Begründer der Glashütter Uhrmacherei" (Ferdinand Adolph Lange, fundador de la relojería Glashütte). Die Uhr (El Reloj), 1953, n.º 4, pág. 33
- "Von den Unruhen" (Sobre la inquietud). Die Uhr (El Reloj), 1954, n.º 22, pág. 34
- "Von der Zylinderhemmung" (Sobre el escape de cilindro). Die Uhr (El Reloj), 1955, n.º 10, pág. 31